# 合議制
合議制（ごうぎせい、英語: council system）とは、
1. 広義には、複数の人物の合議によって事を決定する制度。
2. 狭義には、特に執行機関を複数の人物によって構成させる制度。対して、一人の人物によるものは独任制。

本項では主に、狭義における合議制を詳述する。

## 概要
合議制とは、執行機関を複数の人によって構成させる制度である。
歴史上、さまざまな時代や地域で、色々な合議制が採用された。現代では、内閣やあらゆる委員会が合議制に当たる。合議制の機関は、その権限の範囲内の意思決定については、その組織内の他の機関から指揮監督を受けないのが特徴である。
これは、合議制は合議体による意思決定であることそれ自体によって、判断の慎重さや公正さ、民主的正統性が担保されると安直に考えられているからである。少人数で行われる場合、この制度の下では合議の構成員の中で権力を集中させる者が出現する可能性があり、独裁制に陥ることがある。また、そうした人物が出てこなくても、合議政権が弱体であれば社会の混乱を招き、利権維持を狙う者も出てくる。

## 主な例
- 古代ローマの三頭政治
ローマの有力軍閥による合議であったが、第1回のときはカエサル、第2回のときはアウグストゥスによる権力掌握によって独裁制に入った。
- インディアンの社会
酋長は調停役。
- 初期の鎌倉幕府（評定衆）
有力御家人による合議制であったが（十三人の合議制）、北条氏の勢力が強大化し、敵対勢力は排斥・放逐され、執権独裁（得宗専制政治）に陥った。
- 秀吉死後の豊臣政権
五大老による合議。大老の一人徳川家康の勢力が増大し、主家豊臣氏を凌駕するようになった。
- 江戸幕府の老中
4 - 5人の老中らによる合議制であった。
- フランス革命時の総裁政府
- 国際連合安全保障理事会
事実上、常任理事国の五大国による合議制。
- 国家元首としてスイスの連邦参事会や各国の国家評議会
- 日本の裁判所における合議